# Américo Tomás
Pour les articles homonymes, voir Tomas.
Américo de Deus Rodrigues Tomás, ou Américo Thomaz (Lisbonne, 19 novembre 1894 - Cascais, 18 septembre 1987), est un amiral et homme d'État portugais. Il est président de la République de 1958 à 1974.

## Biographie
Ministre de la Marine depuis 1944, Tomás est élu président de la République en 1958 et réélu en 1965 et 1972. Pendant cette période, le Portugal est dirigé par le régime autoritaire de Salazar dans lequel le président de la République ne remplit qu'un rôle de figuration. Tomás n'utilise qu'une seule fois ses prérogatives présidentielles : pour démettre Salazar quand, en septembre 1968, à la suite d'un accident vasculaire cérébral, il se trouve dans l'incapacité de gouverner. Tomás nomme Marcelo Caetano comme président du Conseil en remplacement de Salazar. Il prend alors un rôle beaucoup plus actif dans le gouvernement et devient le point de ralliement des durs du régime qui trouvent que même les réformes cosmétiques de Caetano vont trop loin.
Quand la révolution des Œillets dépose Caetano le 25 avril 1974, Tomás est également renversé et envoyé en exil au Brésil où il demeure jusqu'en 1980 avant de revenir au Portugal.
Le contraste entre le style pompeux utilisé par les médias à la solde de l'État (« Son Excellence le président de la République portugaise, Contre-amiral Américo de Deus Tomás ») et sa quasi absence de pouvoir sous Salazar en faisait un fréquent objet de plaisanteries.
L'ordre de l'Infant Dom Henri est fondé pendant sa présidence, le 2 juin 1960. Cet ordre national compte cinq grades et un collier. Il est attribué pour des services rendus dans l'expansion de la culture du Portugal, son histoire et ses valeurs.

## Distinctions
- Officier de l'ordre de Sant'Iago de l'Épée
- Grand-croix de l'ordre du Christ